# Locuțiune adjectivală
Locuțiunea adjectivală este un grup de cuvinte cu înțeles unitar care se comportă din punct de vedere gramatical ca un adjectiv.
Locuțiunile adjectivale pot avea grade de comparație.
Locuțiunile adjectivale formate dintr-un substantiv asociat cu prepoziție pot fi incluse la atribut substantival.

## Funcții sintactice
- Atribut adjectival: 
  - Ion a spus "Îmi plac oamenii de ispravă".

- Nume predicativ: 
  - George este om cu judecată.